# Koutsounari
Koutsounari (griechisch Κουτσουνάρι (n. sg.)) ist ein Ort auf der griechischen Insel Kreta. Er liegt in der Gemeinde Ierapetra und gehört zur Ortsgemeinschaft Agios Ioannis. Im Jahr 2011 hatte Koutsounari 566 Einwohner.

## Lage
Koutsounari liegt an der Südostküste der Insel, nahe der engsten Stelle Kretas. Das Dorf befindet sich südlich der Thripti-Berge auf durchschnittlich 59 m Höhe. Die Entfernung nach Ierapetra beträgt circa 9 km. Wenige hundert Meter östlich von Koutsounari an der Straße von Ierapetra nach Makrys Gialos beginnt der Nachbarort Ferma.

## Geschichte
Koutsounari wurde 1961 als Siedlung der damaligen Landgemeinde Agios Ioannis anerkannt und wurde 1984 zu deren Verwaltungssitz. Mit der Gemeindereform 1997 erfolgte die Eingemeindung  nach Ierapetra.